# Юдин, Геннадий Васильевич
Генна́дий Васи́льевич Ю́дин (28 февраля [12] марта 1840, Село Заводо-Екатерининское, Логиновская волость, Тарский уезд, Тобольская губерния, Российская империя — 17 [30] марта 1912, Красноярск, Енисейская губерния, Российская империя) — русский предприниматель-промышленник и библиофил, потомственный почётный гражданин, купец 2-й гильдии. Собрал крупнейшую в России частную библиотеку, которая после её продажи Библиотеке Конгресса, стала крупнейшим собранием книг на русском языке за пределами страны.

## Биография

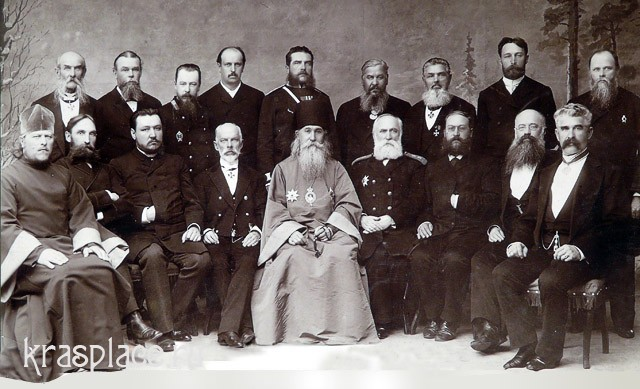
Красноярский губернский комитет Попечительного о тюрьмах общества, 1892 год. Г. В. Юдин стоит крайний справа

Геннадий Юдин родился в селе Екатерининского казённого винокуренного завода Логиновской волости Тарского округа, где работал его отец. Отец Василий Сергеевич Юдин служил на Екатерининском заводе в разных должностях с 1827 по 1840 годы, позже записался в купцы III гильдии. После рождения сына семья переехала в 1847 году в губернский город Тобольск. В 1856 году окончил Тобольскую гимназию. С 12 лет трудился в государственной системе питейных сборов в городе Минусинске.
Активно занимался самообразованием: изучал немецкий и французский языки, выписывал периодику, собирал книги, вёл обширную переписку с родственниками, друзьями и сослуживцами. Ведя переписку, приучил себя составлять копии всех писем, которые потом переплетал в отдельные книжки. Так были заложены основы будущего уникального юдинского архива. Бывая по делам службы в Красноярске, почти каждый день посещал Драматический театр в Красноярске.
В 1863 году открыл собственное коммерческое дело. Первоначальный капитал составил 600 рублей. Сначала он записался во временные купцы Ачинска, потом во II гильдию Минусинска, завёл оптовый склад в селе Балахты и начал винную торговлю. Торговал ромом, ликёрами, коньяком, лимонной, померанцевой, полынной, анисовой и другими сортами водок.
В 1866 году женился на семнадцатилетней Евгении Михайловне Нигрицкой, мещанской дочери из города Томска, внучке священника, уроженке села Караульно-Остроженское Новосёловской волости Ачинского уезда.
Два раза выиграл в лотерею, сначала двести тысяч рублей, потом ещё 75 тысяч рублей. На выигрыш в конце 1870 года построил недалеко от Балахты Леонидовский винокуренный завод (названный в честь сына); затем были приобретены золотые прииски в Ачинском, Минусинском, и Енисейском округах. Вместе с К. С. Курицыным основывал Осиновскую золотопромышленную компанию.
В 1873—1874 годах жил в Петербурге. В 1873 году посещал Всемирную выставку в Вене.
В ноябре 1881 года завершил строительство своего винокуренного завода.
В 1889 году посетил выставку в Париже.
Пережил смерть сыновей: 2 марта 1896 года умер 16-летний Михаил, 24 апреля 1899 года в Киеве — 27-летний Василий.
Умер 17 марта 1912 года в Красноярске, похоронен на Троицком кладбище.

## Библиотека

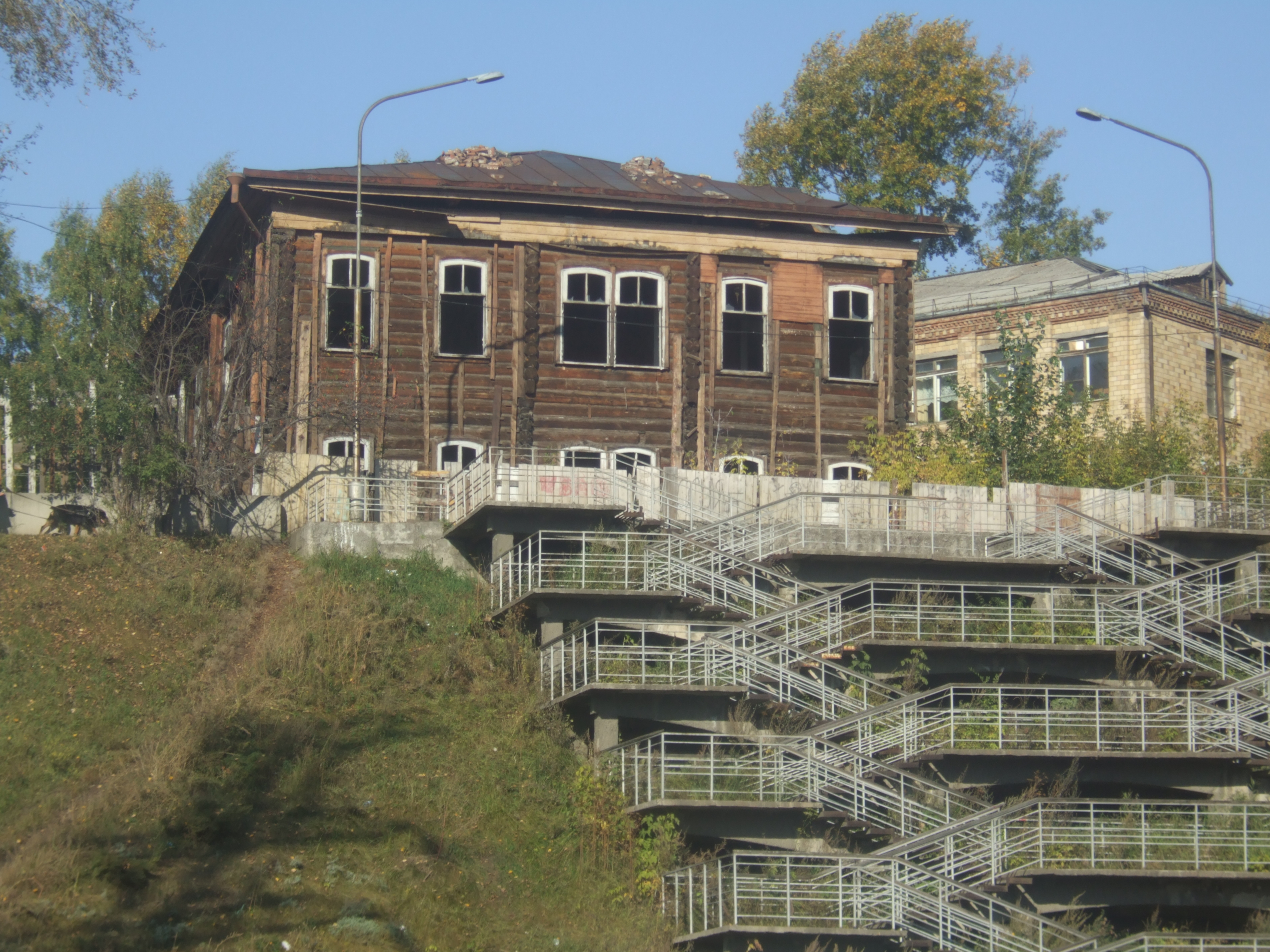
Здание библиотеки Юдина
(до реставрации)

С января 1869 по январь 1870 года путешествовал по Ближнему Востоку. Начал коллекционирование книг. Покупал коллекции, в составе которых были уникальные русские издания XVIII века, «Полидор» М. В. Ломоносова, «Путешествие из Петербурга в Москву» А. Н. Радищева, первое издание «Слова о полку Игореве». Покупал рукописи (которых у него было до полумиллиона), относящиеся к исследованиям Сибири: карты Сибири, отчёты «Колумбов российских», а также рукописи Н. П. Резанова, Г. И. Шелихова, относящиеся к заселению Америки русскими и к Дальнему Востоку.
Ежегодно выписывал до 100 наименований газет и журналов, собирал книги, разные печатные объявления, телеграммы, афиши и даже театральные билеты, не говоря уже о рукописях и дневниках. На своей даче в Таракановке на Афонтовой горе в Красноярске построил в 1884 году специальное деревянное здание, где стены были не оштукатурены, чтобы книги «дышали», и изготовлены специальные стеклянные шкафы. Была выделена специальная комната под библиографический отдел, имелись каталожные ящики и справочные издания, были наняты опытные специалисты-библиографы. С помощью известных специалистов-архивистов Н. Н. Бакая и И. Т. Савенкова провёл систематизацию своего исторического архива.
Во время строительства фундамента здания строители выявили древний курган, в котором были обнаружены изделия железного века. В 1892 году И. Т. Савенков представил результаты своих археологических исследований участникам международного антропологического конгресса в Москве. Афонтова гора приобрела мировую известность.
До переезда в Красноярск в 1877 году Юдин тратил на книги 200—300 рублей в год, общая стоимость библиотеки составляла около 3 миллионов рублей. В 1898 году затраты на библиотеку составили 126975 рублей. К концу 1905 года юдинская библиотека состояла более чем из 81 тысячи томов.
Весной 1897 года библиотеку посетил Владимир Ильич Ульянов (Ленин), который провёл около 2 месяцев в Красноярске на пути в ссылку в Шушенское. Юдин тепло встретил Ульянова и предложил ему показать библиотеку и использовать её как он пожелает. Но после нескольких дней Ульянов перестал приходить. Его не интересовало ничего, кроме марксизма и финансов, а книг на эту тему там было мало.
В 1906 году, из-за прогрессирующей болезни и опасения утраты библиотеки в связи с началом в России революции, был вынужден продать свою книжную коллекцию (81000 экземпляров). Поместил несколько объявлений о продаже библиотеки в газетах, в частности, в «Вашингтон пост», в нём была указана и цена библиотеки — 250 тысяч рублей, — значительно ниже её стоимости. Через Публичную библиотеку в Петербурге обращался непосредственно к Николаю II с предложением продать свою библиотеку всего за 150 тысяч рублей. О предложении царю докладывал директор библиотеки Н. К. Шильдер. Николай II написал на докладе Шильдера резолюцию: «Из-за недостатка средств — отклонить».
Предложение о покупке поступило от заведующего Славянским отделом библиотеки Конгресса США — эмигранта А. В. Бабина. На свой риск, от имени Конгресса, Бабин предложил Юдину 100 тысяч рублей. Первоначально Юдин отказал Бабину, но после длительных переговоров 3 ноября 1906 года было подписано окончательное соглашение. В феврале 1907 года библиотека в пяти товарных вагонах, весом 3073 пуда 37 фунтов (книжная коллекция из 81 тысячи томов, печатные материалы до 4 тысяч томов, изданий до 1800 единиц, рукописная картотека и др.), была отправлена через Гамбург в США и через три месяца доставлена в Вашингтон. Разбор коллекции продолжался два года. Собрание Юдина стало основой Славянского отдела библиотеки Конгресса США. Собрание не сохранилось в полном виде. Часть книг была продана, часть передана в университетские библиотеки.

Судьба замечательного книгохранилища
«В текущем месяце Сибирь потерпела ущерб, все тяжёлые последствия которого станут более ясны будущему поколению: в Америку отвезена из Красноярска знаменитая библиотека Г. В. Юдина. В этой библиотеке, проданной за 450000 рублей, было до 80000 томов, и, что особенно важно, — в ней было всё, написанное о Сибири. Таким образом, Сибирь лишилась бесценного источника, который помог бы будущим сибирским исследователям-патриотам разобраться в окружающем, понять его при помощи прошлого, умственной работы угасших поколений, и правильнее оценить его.
Какая бедная и малокультурная страна современная Сибирь сравнительно с Америкой! Там легко имеют 450000 рублей для приобретения книжной коллекции, в сущности ненужной для заатлантической республики, которая обладает лучшими и более многочисленными библиотеками; здесь не находится такой суммы, и совершенно незамеченным проходит факт огромной культурной важности, достойно оценить который может, повторяю, лишь будущее поколение Сибири. И оно оценит его и горьким словом помянет своих отцов…».
— Сибирские вопросы: периодический сборник. № 2. 1907 год. (статья L)
После продажи библиотеки Юдин вновь начал собирать книги. Вторая библиотека была меньше первой, но имела в своём составе много редких изданий. В 1911 году Юдин приобрёл 23,5 пуда документов, относящихся к истории кяхтинской торговли. В 1912 году Юдин приобрёл архив нерчинского журналиста И. В. Багашева. Впоследствии архив оказался разрозненным и большей частью утерян. Юдин намеревался использовать архивы Багашева при издании журнала «Сибирская старина».
После революции вторая библиотека Юдина была национализирована в 1921 году. В Енисейском центральном книгохранилище, куда она поступила в 1920 году, была начата работа по регистрации и каталогизации книг, предприняты меры к сохранению библиотеки в целом виде как ценного библиофильского собрания. В библиотеке было более 10000 томов. Не просуществовав и двух лет, книгохранилище было закрыто. Большую ценность представляла коллекция Юдина, составленная из эротических книг и картин, большей частью на французском языке, их насчитывалось около 400 единиц. Однако почти четвёртая часть этой коллекции погибла при заведующем Тихонове, который редкие и дорогие экземпляры уносил из книгохранилища и раздавал знакомым.
Юдинские книги вместе с десятками тысяч других изданий стали фондами музея Приенисейского края. Почти вся работа с ними была приостановлена. В законсервированном виде они пролежали в подвалах музея до 1935 года и были переданы Краевой библиотеке. Разбор собрания продолжался 4 года.
В 1939 году, по инициативе С. Н. Маркова, были разысканы остатки библиотеки и архива Г. В. Юдина в Красноярске. Ряд редких рукописей был посвящён описанию первого похода русских кораблей вокруг света под начальством Н. П. Резанова и И. Ф. Крузенштерна. Особую ценность представляла опись деловых бумаг Н. П. Резанова, умершего в 1807 году в Красноярске по возвращении из кругосветного похода.
На 1 января 2001 года Юдинское собрание насчитывало 9761 единицу хранения, в том числе свыше 1600 томов периодических изданий и 143 книги на французском, немецком, английском, латинском, польском, сербскохорватском и других языках.

## Меценатство

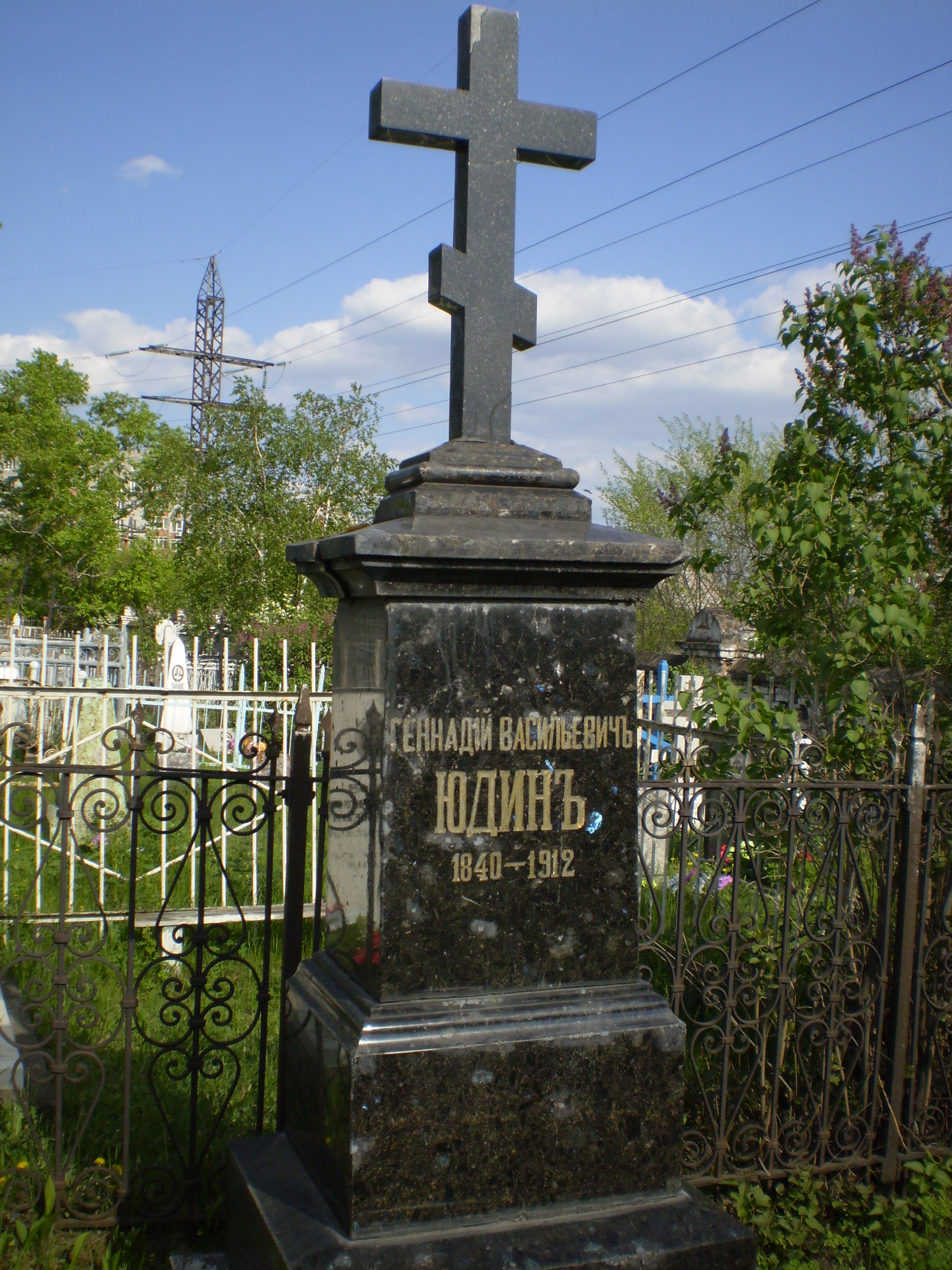
Могила Г. В. Юдина на Троицком кладбище Красноярска

Юдин занимался издательской деятельностью — поддержал и осуществил более 20 издательских проектов.
На его средства были изданы:
- сборник А. Титова «Сибирь в XVII веке: С приложением снимка со старинной карты Сибири, со шведской надписью, сделанною стольником и воеводою Петром Ивановичем Годуновым в 1667 году». За этот сборник издателю Г. В. Юдину была объявлена благодарность императором Александром III.
- в 1894 году были выпущены «Наказы сибирским воеводам в XVII веке», составленные преподавателем Ташкентской женской гимназии В. Кулешовым.
- «Летопись Якутского края», составленная этнографом, исследователем якутов, библиографом В. Приклонским. Издана в 1896 году.
- «Хроника, воспоминания и материалы о прошлом села Самарово Тобольской губернии» Х. Лопарева
- «Обозрение столбцов и книг Сибирского приказа (1592—1768). Ч. 4-я Документы центрального управления, составленные Н. Н. Оглоблиным (1901)».
- «Краткий исторический обзор службы сибирского казачьего войска с 1582 г. по 1908 гг.», составленный историком Г. Катанаевым.

Часто многие книги Юдин издавал под псевдонимом Г. В. Енисейский. Так, в 1893 году была выпущена тиражом в 2550 экземпляров книга киевского врача М. Н. Паргамина «Половой мир мужчин и женщин по данным анатомии, физиологии и патологии». Более 25 тысяч рублей Юдин потратил на издание справочника «Русских книг» С. А. Венгерова. В нём они хотели дать описание всех русских книг, вышедших в России с 1708 по 1893 годы.
Выделял деньги на развитие образования, медицины, местных курортов. В 1907 году Городская Дума единогласно избрала его на должность почётного блюстителя 14-го приходского училища, только что открытого в Николаевской слободе.
В 1907 г., откликнувшись на обращение комитета по постройке здания Романовского музея в Костроме, переслал в Кострому 10 тысяч рублей. Это было самым крупным пожертвованием в ходе строительства здания музея, который возводили к 300-летию императорского Дома Романовых (всего смета строительства составила около 100 тысяч рублей).

## Издания автора
- Сибирь в XVII веке. Сборник старинных русских статей о Сибири и прилежащих к ней землях. С приложением снимка со старинной карты Сибири. А. Титов. Издал Г. Юдин. Типография Л. и А. Снегирёвых. Москва. 1890
- «Некоторые фамильные портреты рода Июдиных». Москва. 1890
- «Записная книжка Григория Григорьевича Швецова». Москва. 1890
- «Опыт родословной Июдиных». Красноярск. 1892
- «Записная книжка Анны Михайловны Июдиной». Москва. 1894
- Наказы Сибирским воеводам в XVII веке. Исторический очерк. Составил преподаватель Ташкентской женской гимназии В. Кулешов. Издание второе иждивением Г. В. Юдина. Типография Я. А. Иванченко. Болград. 1894
- «Материалы для истории города Чухломы и рода костромичей Июдиных (1613—1895)». Собрал и издал Г. В. Юдин. Томы I и II. Красноярск. 1902
- «О библиотеке, проданной в Америку». Г. В. Юдин. От издателя в книге Смолл Г. «Иллюстрированное описание новой Библиотеки конгресса в Вашингтоне». Москва. 1910
- Ленин. Автор Роберт Пайне[уточнить]

## Юдинские чтения
С 1990 года Государственная универсальная научная библиотека Красноярского края проводит научные конференции под названием «Юдинские чтения».